# Лари Сангер
Лоренс Марк Сангер (енгл. Lawrence Mark Sanger; Белвју, 16. јул 1968) амерички је филозоф и оснивач интернет енциклопедије Citizendium. Сангер је био укључен у више пројеката интернет енциклопедија. Био је главни уредник Нупедије, саоснивач и главни главни организатор (2001—2002) њене наследнице Википедије, а такође је учествовао у пројекту Енциклопедија Земље (енгл. Encyclopedia of Earth).